# Roche (photographie)
Pour les articles homonymes, voir Roche (homonymie).
Roche est une marque française disparue d'appareils photographiques active en 1948 à Villeurbanne.

## Histoire
En 1948, monsieur Roche de Villeurbanne se lance dans la fabrication d'appareils photographiques avec deux modèles : le Rox et l'Allox. Ce sont des 6 x 9 métalliques munis d'un tube télescopique portant l'ensemble obturateur objectif. Le corps et le tube sont en acier et le capot est en aluminium moulé et poli.
Le Rox qui est le plus perfectionné utilise un objectif Trylor-Roussel de 105 mm de focale ouvrant à 1/4.5 ou un Aplanat Roxa de 105 mm de focale ouvert à 1/8 sur un obturateur Gitzo de la seconde au 1/200 et pose B.
L'Allox se contente d'un obturateur simpliste ne donnant que la pose et l'instantané et d'un objectif Achromatique sans mise au point et ouvert à 1/8 (le McKeown's donne une ouverture de 1/11).
Le montage du tube coulissant sur le boitier a tendance à laisser passer la lumière.
Manifestement ces appareils n'ont pas rencontré le succès face aux deux "best-sellers" français, le MIOM Photax et le Fex Ultra-Fex et au mastodonte Kodak et son Brownie Hawkeye (entre autres) et il resteront sans suite.

## Collection
Produits pendant très peu de temps dans de faibles quantités ce sont des appareils rares.